# فریدون زندی
فریدون زندی (زاده ۶ اردیبهشت ۱۳۵۸) بازیکن سابق تیم ملی فوتبال ایران که دارای ملیت ایرانی-آلمانی است.
زندی از اواخر سال ۲۰۰۴ و پس از درخواست مقامات فدراسیون فوتبال ایران به تیم ملی فوتبال ایران پیوست. او پیش از این، در تیم ملی فوتبال زیر ۲۱ سال آلمان بازی کرده بود. وی نخستین بار در زمان برانکو ایوانکوویچ به تیم ملی ایران دعوت شد. اولین بازی ملی خود را در مقابل تیم ملی بحرین انجام داد. اولین گل ملی خود را در برابر آذربایجان به ثمر رساند. وی سابقه بازی در باشگاه‌های آلمان و قبرس را دارد.
زندی در سال ۱۳۸۸ به باشگاه استیل‌آذین پیوست و دو فصل برای این تیم توپ زد. پس از سقوط این تیم به دسته یک، او از این تیم جدا شد و به استقلال پیوست. شروع فصل برای وی با مصدومیت همراه بود ولی در تاریخ ۳۰ مهر ۱۳۹۰ اولین بازی خود برای استقلال را در برابر ذوب آهن انجام داد. وی در این فصل با تیم استقلال به قهرمانی جام حذفی رسید. زندی فصل بعد را نیز با استقلال شروع کرد ولی پس از پایان هفته دهم از این تیم جدا شد و در تاریخ ۱ اکتبر ۲۰۱۲ (۱۰ مهر ۱۳۹۱) رسماً به تیم الاهلی قطر رفت.

## حضور مجدد در ایران

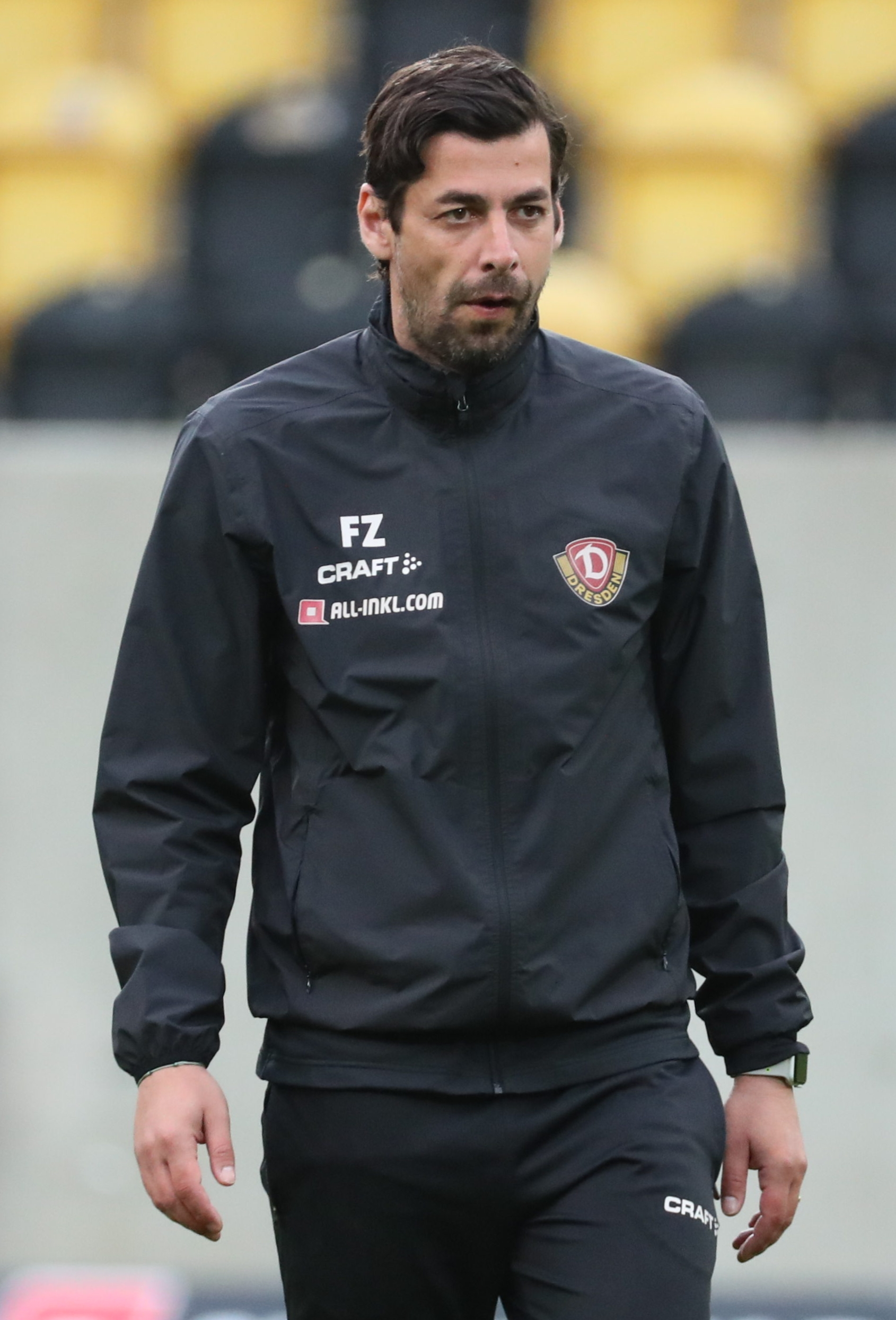

وی در طول لیگ چهاردهم همواره در تمرینات استقلال تهران حضور داشت در حالی که با این تیم هیچ‌گونه قراردادی نداشت. وی در گفتگو با برنامهٔ نود از تمایلش به حضور مجدد در استقلال تهران سخن گفت و اعلام کرد به‌خاطر عشق و تعصبی که به تیم استقلال تهران دارد حاضر است به صورت رایگان برای این تیم بازی بکند. فریدون دلیل عدم پذیرش پیشنهاد باشگاه پرسپولیس تهران را علاقه و تعصب شدید نسبت به باشگاه استقلال تهران اعلام کرد.

## گل‌های ملی
| # | تاریخ         | ورزشگاه                            | حریف              | گل  | نتیجه | رقابت                  |
| - | ------------- | ---------------------------------- | ----------------- | --- | ----- | ---------------------- |
| ۱ | ۲۸ مه ۲۰۰۵    | ورزشگاه آزادی تهران، تهران         | آذربایجان         | ۱–۰ | ۲–۱   | بازی دوستانه           |
| ۲ | ۱۵ ژوئیه ۲۰۰۷ | ورزشگاه باکیت جلیل، کوالالامپور    | چین               | ۱–۲ | ۲–۲   | جام ملت‌های آسیا ۲۰۰۷   |
| ۳ | ۷ ژوئن ۲۰۰۸   | ورزشگاه بین‌المللی شیخ خلیفه، العین | امارات متحدهٔ عربی | ۱–۰ | ۱–۰   | مقدماتی جام جهانی ۲۰۱۰ |
| ۴ | ۳۱ اوت ۲۰۰۹   | ورزشگاه ملی بحرین، الرفاع          | بحرین             | ۱–۲ | ۲–۴   | بازی دوستانه           |
| ۵ | ۳۱ اوت ۲۰۰۹   | ورزشگاه ملی بحرین، الرفاع          | بحرین             | ۲–۳ | ۲–۴   | بازی دوستانه           |

## افتخارات

### دستیار
قهرمانی بوندسلیگا۳ به همراه دینامو درسدن

#### بازیکن
قهرمانی در جام حذفی به همراه استقلال تهران